# فالح حمود العازمي
فالح حمود الصويلح العازمي ، نائب سابق في مجلس الأمة الكويتي.

## سيرته البرلمانية
ترشح في انتخابات مجلس الأمة الكويتي 1967 في الدائرة العاشرة - الأحمدي - ، وحصل على المركز الثالث برصيد (738) صوت وفاز بالانتخابات، كما شارك بالانتخابات (التكميلية) لمجلس الامة الكويتي 1971 بعد وفاة النائب علي ثنيان الأذينة وانتخب بدلا منه فالح حمود العازمي وحصل علي (792) صوت وفاز بالانتخابات.

## سيرته الذاتية
عمل موظفاً في وزارة الأشغال ووزارة الصحة وانتخب عضواً بمجلس الأمة لدورة 1967 ، وانتخب عضواً بالمجلس البلدي، وعضواً بمجلس إدارة جمعية السالمية التعاونية، وعين مختاراً لمنطقة سلوى منذ عام 1982.